# Neoitamus zouhari
Neoitamus zouhari là một loài ruồi trong họ Asilidae. Neoitamus zouhari được Hradský miêu tả năm 1960.